# John Henry Ingram
John Henry Ingram (1842–1916) fue un biógrafo y editor inglés, recordado especialmente por sus trabajos sobre Edgar Allan Poe.
Ingram nació el 16 de noviembre de 1842, en Middlesex, y murió el 12 de febrero de 1916, en Brighton, Inglaterra. Su familia vivía en Stoke Newington, Londres, lugar que se recuerda en la obra de Poe, pues vivió allí un tiempo de niño.
J. H. Ingram dedicó su vida a la rehabilitación del buen nombre y el prestigio literario del escritor estadounidense, echada a perder por la maledicencia de Rufus Wilmot Griswold en sus memorias. Ingram publicó la primera biografía fiable de Poe y una colección de sus obras en cuatro volúmenes.
La correspondencia que Sarah Helen Whitman, poetisa que fue novia de Poe, mantuvo con Ingram, así como las cartas que recibiera de Poe y un daguerrotipo, se añadieron al material que utilizó Ingram. La colección de Ingram sobre Poe se conserva hoy en la Alderman Library de la University of Virginia. El poeta francés Stéphane Mallarmé alabó la labor esclarecedora de Ingram sobre Poe.
Ingram escribió también trabajos sobre Christopher Marlowe, Elizabeth Barrett Browning, Thomas Chatterton y otros escritores y temas.

## Obras
- The Complete Poetical Works of Edgar Allan Poe (Adam and Charles Black, 1874)
- The Works of Edgar Allan Poe (4 volumes; London: A and C. Black, 1899)
- Chatterton & his poetry (London, G. G. Harrap & company, 1916)
- Christopher Marlowe and his associates(London : G. Richards, 1904)
- Claimants to royalty (London, D. Bogue, 1882)
- Edgar Allan Poe: his life, letters, and opinions (London : W. H. Allen, 1886)
- Elizabeth Barrett Browning (Boston, Little, Brown, [1888])
- Flora symbolica (London, F. W. Warne and co., [1869])
- The haunted homes and family traditions of Great Britain (London, W.H. Allen & co., 1884)
- Marlowe & his poetry (London, G. G. Harrap & company, 1914)
- Oliver Madox Brown. A biographical sketch, 1855-1874 (London, E. Stock, 1883)
- The true Chatterton; a new study from original documents (London, etc., T. F. Unwin, 1910)